# Robert J. Lang
Robert J. Lang (nascido em 4 de maio de 1961) é um físico americano que também é um dos principais artistas e teóricos de origâmi do mundo. Ele é conhecido por seus designs complexos e elegantes, principalmente de insetos e animais. Ele estudou a matemática do origâmi e usou computadores para estudar as teorias por trás do origâmi. Ele fez grandes avanços ao fazer aplicações reais do origâmi para problemas de engenharia.

## Educação e ocupação precoce

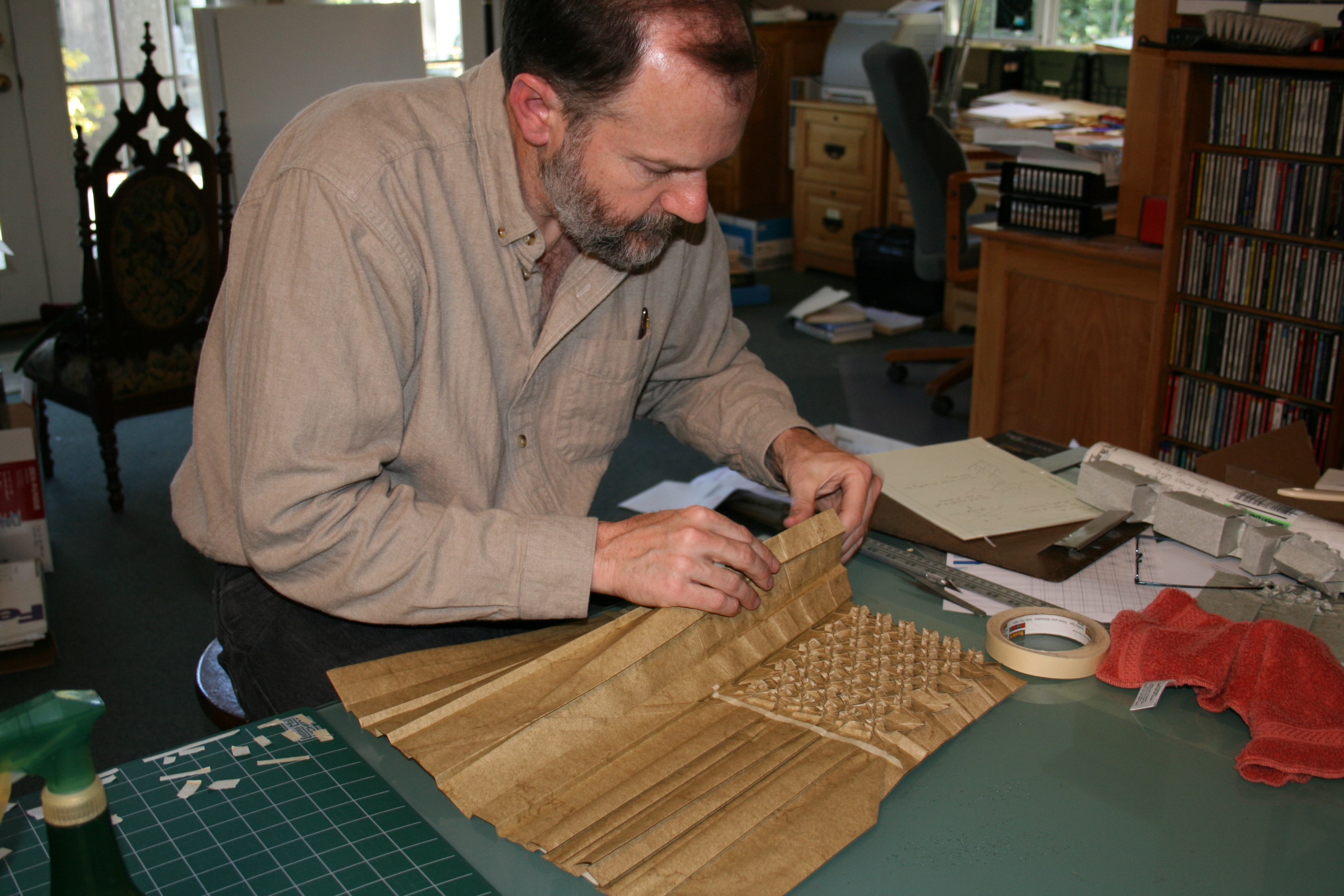
Robert Lang dobrando uma bandeira americana de origâmi, que inclui 50 estrelas e 15 listras brancas e 13 vermelhas, a partir de um único quadrado não cortado (2006)

Lang nasceu em Dayton, Ohio, e cresceu em Atlanta, Geórgia. Lang estudou engenharia elétrica no California Institute of Technology, onde conheceu sua futura esposa, Diane. Ele obteve um mestrado em engenharia elétrica na Universidade de Stanford em 1983 e voltou para a Caltech para obter o doutorado em física aplicada, com uma dissertação intitulada Lasers de semicondutores: novas geometrias e propriedades espectrais.
Lang começou a trabalhar para o Laboratório de Propulsão a Jato da NASA em 1988. Ele também trabalhou como cientista pesquisador para Spectra Diode Labs de San Jose, Califórnia, e depois na JDS Uniphase, também de San Jose.
Lang é autor ou coautor de mais de 80 publicações sobre lasers semicondutores, ótica e optoeletrônica integrada, e possui 46 patentes nessas áreas. Em 2001, Lang deixou o campo da engenharia para ser um artista e consultor de origâmi em tempo integral. No entanto, ele ainda mantém vínculos com sua formação em física: foi editor-chefe do IEEE Journal of Quantum Electronics de 2007 a 2010 e prestou consultoria sobre lasers em meio período para a Cypress Semiconductor, entre outros.  Lang atualmente reside em Alamo, Califórnia.

## Origâmi
Lang conheceu o origâmi aos seis anos de idade por meio de um professor que havia esgotado outros métodos de mantê-lo entretido na sala de aula. No início da adolescência, ele estava projetando padrões originais de origâmi.  Lang usou o origâmi como uma forma de escapar das pressões dos estudos de graduação. Enquanto estudava na Caltech, Lang entrou em contato com outros mestres de origâmi como Michael LaFosse, John Montroll, Joseph Wu e Paul Jackson por meio do Origami Center of America, agora conhecido como OrigamiUSA.
Enquanto estava na Alemanha para o trabalho de pós-doutorado, Lang e sua esposa eram apaixonados pelos relógios cuco da Floresta Negra, e ele se tornou uma sensação no mundo do origâmi ao dobrar um com sucesso após três meses de design e seis horas de dobradura.
Em 1990, Lang tentou escrever um código de computador que resolveria problemas de origâmi, e o resultado foi sua primeira versão do Tree Maker. Lang aproveita ao máximo a tecnologia moderna em seu origâmi, incluindo o uso de um cortador a laser para ajudar a marcar o papel para dobras complexas.
Lang é reconhecido como um dos principais teóricos da matemática do origâmi. Ele desenvolveu maneiras de algoritmizar o processo de design para origâmi, e é o autor da prova da integridade dos axiomas Huzita-Hatori.
Lang é especialista em encontrar aplicações do mundo real para as várias teorias do origâmi que desenvolveu. Isso incluiu o projeto de padrões dobráveis para um fabricante alemão de airbag. Ele trabalhou com o Laboratório Nacional Lawrence Livermore em Livermore, Califórnia, onde uma equipe está desenvolvendo um poderoso telescópio espacial, com uma lente de 100m na forma de uma membrana fina. Lang foi contratado pela equipe para desenvolver uma maneira de encaixar as enormes lentes, conhecidas como óculos, em um pequeno foguete de forma que as lentes pudessem ser desdobradas no espaço e não sofressem marcas ou vincos permanentes. Lang é autor ou co-autor de oito livros e muitos artigos sobre origâmi. Lang também projetou o Google Doodle para o 101º aniversário de Akira Yoshizawa, que foi usado pelo Google em 14 de março de 2012.